# تایسون چندلر
تایسون کلیوتیس چندلر (انگلیسی: Tyson Cleotis Chandler؛ زادهٔ ۲ اکتبر ۱۹۸۲) بازیکن بسکتبال اهل ایالات متحده آمریکا است که هم‌اکنون برای تیم لس‌آنجلس لیکرز در ان بی ای بازی می‌کند.